# آتاناس دیمیتروف
آتاناس دیمیتروف (بلغاری: Атанас Димитров؛ زادهٔ ۱۷ آوریل ۱۹۹۲) بازیکن فوتبال اهل بلغارستان است.
از باشگاه‌هایی که در آن بازی کرده است می‌توان به باشگاه فوتبال لیتکس لووچ اشاره کرد.